# Saint-Romain-en-Viennois
Saint-Romain-en-Viennois is een gemeente in het Franse departement Vaucluse (regio Provence-Alpes-Côte d'Azur) en telt 730 inwoners (1999). De plaats maakt deel uit van het arrondissement Carpentras.

## Geografie
De oppervlakte van Saint-Romain-en-Viennois bedraagt 9,0 km², de bevolkingsdichtheid is 81,1 inwoners per km².
De onderstaande kaart toont de ligging van Saint-Romain-en-Viennois met de belangrijkste infrastructuur en aangrenzende gemeenten.

## Demografie
Onderstaande figuur toont het verloop van het inwonertal (bron: INSEE-tellingen).